# Michael Friedrich (Politiker)

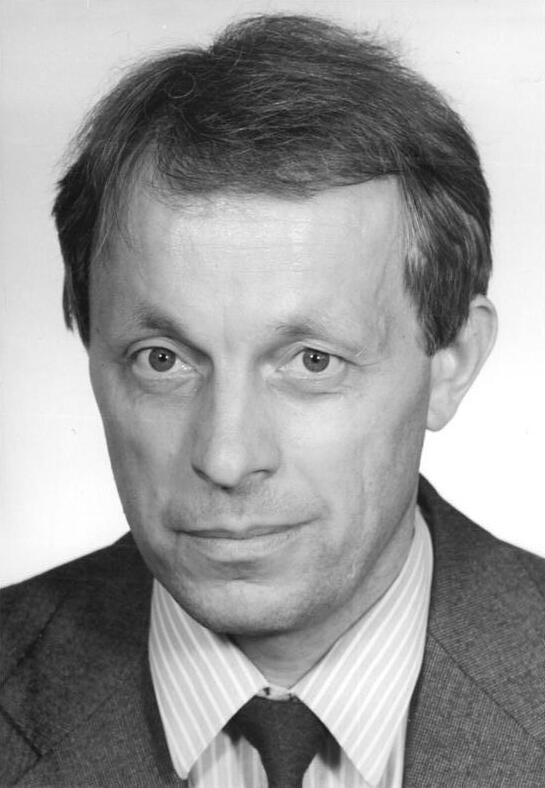
Michael Friedrich 1990

Bernd-Michael Friedrich (* 13. Februar 1951 in Weimar) ist ein deutscher Politiker (Die Linke). Er war von 1990 bis 2009 Mitglied des Sächsischen Landtags. 

## Leben
Michael Friedrich  absolvierte nach seinem Abitur von 1969 bis 1974 ein Studium der Mathematik in Rostow am Don (UdSSR). Er schloss dieses als  Diplom-Mathematiker ab. In der DDR war er von 1974 bis 1979 an der Karl-Marx-Universität Leipzig in der Sektion Mathematik und von 1979 bis 1990 an der Akademie für Staats- und Rechtswissenschaft in Potsdam-Babelsberg tätig.  In dieser Zeit promovierte er 1981 zum Dr. rer. nat. und 1987 zum Dr. sc. pol.
Er ist verheiratet, hat zwei Töchter und gehört keiner Konfession an.

## Politik
Michael Friedrich trat 1977 in die SED ein (ab 1990 PDS).  Er ist für seine Partei seit 1990 Mitglied im Kreistag Delitzsch (später Kreistag Nordsachsen) und seit 1999 im Gemeinderat Löbnitz.
1990 war er Mitglied der Volkskammer und dadurch für kurze Zeit auch Mitglied des Deutschen Bundestages.
Von Oktober 1990 bis September 2009 war er Mitglied des Sächsischen Landtags. Dort war er stellvertretender Vorsitzender des Innenausschusses. Zudem war er unter anderem als ordentliches Mitglied im Verfassungs-, Rechts- und Europaausschuss sowie im 1. Untersuchungsausschuss der 4. Wahlperiode (Thema Sächsische Landesbank). Für seine Fraktion war er Landtagssprecher für den Bereich Kommunalpolitik.